# 95-й меридіан західної довготи
95-й меридіан західної довготи — лінія довготи, що лежить на 95 градусів західніше Гринвіцького меридіана. Вона проходить від Північного полюса через Північний Льодовитий океан, Північну Америку, Атлантичний океан, Центральну Америку, Тихий океан, Південний океан та Антарктиду до Південного полюса.
95-й меридіан західної довготи формує велике коло разом із 85-тим меридіаном східної довготи.

## Список географічних об'єктів, що перетинає 95° зх. д.
Починаючи на Північному полюсі та рухаючись до Південного полюса, 95-й меридіан західної довготи проходить через:
| Координати                                                 | Країна, територія або море | Примітки |
| ---------------------------------------------------------- | -------------------------- | --- |
| 90°0′ пн. ш. 95°0′ зх. д. / 90.000° пн. ш. 95.000° зх. д.  | Північний Льодовитий океан | |
| 81°2′ пн. ш. 95°0′ зх. д. / 81.033° пн. ш. 95.000° зх. д.  | Канада                     | Нунавут — проходить через острови Аксел-Гейберг і Б'ярнасон[en]                                               |
| 79°16′ пн. ш. 95°0′ зх. д. / 79.267° пн. ш. 95.000° зх. д. | Протока Мессі[en]          | |
| 78°25′ пн. ш. 95°0′ зх. д. / 78.417° пн. ш. 95.000° зх. д. | Канада                     | Нунавут — проходить через острів Амунд-Рінгнес                                                                |
| 78°1′ пн. ш. 95°0′ зх. д. / 78.017° пн. ш. 95.000° зх. д.  | Протока Гендріксен[en]     | |
| 77°47′ пн. ш. 95°0′ зх. д. / 77.783° пн. ш. 95.000° зх. д. | Канада                     | Нунавут — проходить через острів Корнуолл[en]                                                                 |
| 77°28′ пн. ш. 95°0′ зх. д. / 77.467° пн. ш. 95.000° зх. д. | Протока Белчер[en]         | |
| 76°59′ пн. ш. 95°0′ зх. д. / 76.983° пн. ш. 95.000° зх. д. | Канада                     | Нунавут — проходить через острів Девон                                                                        |
| 76°14′ пн. ш. 95°0′ зх. д. / 76.233° пн. ш. 95.000° зх. д. | Протока Квінс[en]          | |
| 76°6′ пн. ш. 95°0′ зх. д. / 76.100° пн. ш. 95.000° зх. д.  | Канада                     | Нунавут — проходить через острів Дандас[en]                                                                   |
| 76°3′ пн. ш. 95°0′ зх. д. / 76.050° пн. ш. 95.000° зх. д.  | Протока Квінс[en]          | Проходить західніше острова Бейлі-Гамільтон[en], Нунавут, Канада                                              |
| 75°37′ пн. ш. 95°0′ зх. д. / 75.617° пн. ш. 95.000° зх. д. | Канада                     | Нунавут — проходить через острів Корнуолліс                                                                   |
| 74°40′ пн. ш. 95°0′ зх. д. / 74.667° пн. ш. 95.000° зх. д. | Протока Паррі              | Протока Барроу — проходить західніше острова Гріффіт[en], Нунавут, Канада                                     |
| 74°2′ пн. ш. 95°0′ зх. д. / 74.033° пн. ш. 95.000° зх. д.  | Канада                     | Нунавут — проходить через острів Сомерсет та півострів Бутія                                                  |
| 69°37′ пн. ш. 95°0′ зх. д. / 69.617° пн. ш. 95.000° зх. д. | Протока Рае[en]            | Проходить східніше острова Короля Вільяма, Нунавут, Канада                                                    |
| 68°3′ пн. ш. 95°0′ зх. д. / 68.050° пн. ш. 95.000° зх. д.  | Канада                     | Нунавут — проходить через материк Манітоба Онтаріо                                                            |
| 49°22′ пн. ш. 95°0′ зх. д. / 49.367° пн. ш. 95.000° зх. д. | США                        | Міннесота — проходить через Північно-Західний Кут[en]                                                         |
| 49°11′ пн. ш. 95°0′ зх. д. / 49.183° пн. ш. 95.000° зх. д. | Лісове озеро               | |
| 48°58′ пн. ш. 95°0′ зх. д. / 48.967° пн. ш. 95.000° зх. д. | США                        | Міннесота Айова Міссурі Канзас Міссурі Канзас Оклахома Техас — проходить через материк і острів Галвестон[en] |
| 29°10′ пн. ш. 95°0′ зх. д. / 29.167° пн. ш. 95.000° зх. д. | Мексиканська затока        | |
| 18°34′ пн. ш. 95°0′ зх. д. / 18.567° пн. ш. 95.000° зх. д. | Мексика                    | Веракрус Оахака                                                                                               |
| 16°12′ пн. ш. 95°0′ зх. д. / 16.200° пн. ш. 95.000° зх. д. | Тихий океан                | |
| 60°0′ пд. ш. 95°0′ зх. д. / 60.000° пд. ш. 95.000° зх. д.  | Південний океан            | |
| 72°32′ пд. ш. 95°0′ зх. д. / 72.533° пд. ш. 95.000° зх. д. | Антарктида                 | Проходить через Землю Мері Берд, на яку жодна країна не претендує                                             |